# しっかりジョン
「しっかりジョン」(Hold On) は、ジョン・レノンの楽曲。
1970年発表のアルバム『ジョンの魂』に収録された。

## 概要
歌詞はレノンが自分自身に、そして妻のヨーコに対して、「持ち堪えれば大丈夫」「戦いに勝てる」と言い聞かせているものとなっている。
また、歌詞の最後でレノンは対象を全世界に広げ、「きっとうまくいく、きっと光が見えてくる」と語っている。
レノンはインタビューで「僕は死にたくないから『頑張れジョン』と言っているんだ。傷つくのはいやだ、殴らないでくれ。〈中略〉そうやって、一瞬一瞬を大切にすること。今、僕たちはそうやって生きているけど、本当にそうやって生きて、一日一日を大切に、そして恐ろしくも思っているんだ。最後の日かもしれないのだから」と語っている。
間奏部分でレノンの「Cokkie」という台詞が聴こえるが、これはアメリカの子供向け番組『セサミストリート』に登場するキャラクター「クッキーモンスター」の真似である。

## レコーディング
レコーディングは1970年9月30日にロンドンのEMIレコーディング・スタジオで行われた。レノンは本曲のためにおよそ32回に及ぶリハーサルを重ねたという。

## クレジット
- ジョン・レノン - リード・ボーカル、エレクトリック・ギター
- クラウス・フォアマン - ベース
- リンゴ・スター - ドラムス